# María Isabel Pérez
María Isabel Pérez Rodríguez (ur. 1 marca 1993 w Sewilli) – hiszpańska lekkoatletka, sprinterka, medalistka igrzysk śródziemnomorskich, olimpijka.

## Kariera sportowa
Wystąpiła na mistrzostwach świata juniorów w 2012 w Barcelonie, ale sztafeta 4 × 100 metrów z jej udziałem została zdyskwalifikowana w eliminacjach. Odpadła w eliminacjach tej konkurencji na mistrzostwach Europy w 2014 w Zurychu i na mistrzostwach Europy w 2016 w Amsterdamie.
Zdobyła srebrny medal w sztafecie 4 × 100 metrów i zajęła 7. miejsce w biegu na 100 metrów na igrzyskach śródziemnomorskich w 2018 w Tarragonie. Na mistrzostwach Europy w 2018 w Berlinie zajęła 8. miejsce w sztafecie 4 × 100 metrów i odpadła w eliminacjach biegu na 100 metrów. Odpadła w eliminacjach biegu na 60 metrów na halowych mistrzostwach Europy w 2021 w Toruniu oraz w eliminacjach biegu na 100 metrów na igrzyskach olimpijskich w 2020 w Tokio, a także w półfinale biegu na 60 metrów na halowych mistrzostwach świata w 2022 w Belgradzie.
Zdobyła mistrzostwo Hiszpanii w biegu na 100 metrów w 2018 i 2021, a w hali w biegu na 60 metrów w 2020 i 2022.
Jest aktualną (lipiec 2025) rekordzistką Hiszpanii w sztafecie 4 × 100 metrów z czasem 42,11 s (28 czerwca 2025 w Madrycie) i halową rekordzistką w biegu na 60 metrów z czasem 7,15 s (22 lutego 2025 w Madrycie).
Pozostałe rekordy życiowe Pérez:
- bieg na 100 metrów – 11,07 s (25 czerwca 2022, Nerja)
- bieg na 200 metrów – 24,28 s (1 czerwca 2019, Pampeluna)